# Andrzej Rudy
Andrzej Rudy (Ścinawa, 15 ottobre 1965) è un allenatore di calcio ed ex calciatore polacco, di ruolo centrocampista.

## Palmarès

### Giocatore

#### Club

##### Competizioni nazionali
- Coppa di Polonia: 1

Sląsk Wrocław: 1986-1987
- Supercoppa di Polonia: 1

Sląsk Wrocław: 1987
- Campionato tedesco di seconda divisione: 1

Bochum: 1995-1996
- Campionato belga: 1

Lierse: 1996-1997
- Campionato olandese: 1

Ajax: 1997-1998
- Coppa dei Paesi Bassi: 2

Ajax: 1997-1998, 1998-1999